# 1988 a légi közlekedésben
Ez a lista az 1988-as év légi közlekedéssel kapcsolatos eseményeit tartalmazza.

## Események

### április
- április 28. - Aloha Airlines 243-as járatán gépen súlyos sérülések keletkeztek repülés közben robbanásszerű dekompresszió miatt. A katasztrófának egy áldozata volt, egy légiutaskísérő, akit a keletkező légörvény kirántott a gépből.

### május
- május – A V–22 Osprey „roll out”-ja, az első példányt kigurították a végszerelő hangárból.

### július
- július 3. – Az Iran Air légitársaság 655-ös  járata, a Banar Abbasból Dubajba tartó Airbus A300B2–203-as  EP-IBU lajstromjelű gépe a Perzsa-öböl felett lezuhan 290 fővel a fedélzetén. Az eseményt senki nem éli túl. A gépet tévedésből lőtte le a USS Vincennes.

### augusztus
- augusztus 31. – Delta Air Lines 1141-es járata felszállás közben balesetet szenved a Dallas/Fort Worth nemzetközi repülőtérnél. A gépen tartózkodó 108 főből 14-en életüket vesztik, további 76-an megsérültek. A baleset az okozta, hogy felszállás közben az egyik légiutaskísérő megzavarta a pilótákat.[1]

### szeptember
- szeptember 9. – Bangkok. A Vietnam Airlines légitársaság 831-es járata, egy Tupoljev 134A típusú utasszállító repülőgép leszállás közben a földnek csapódik. A gépen 90 utas tartózkodik és 6 fős személyzet, a személyzetből 3-an, az utasokból 76-an életüket vesztik.[2]

### december
- december 21. – A Pan American World Airways légitársaság 103-as járata, a Londonból New Yorkba tartó Boeing B 747–121A-s  N739PA lajstromjelű gép Lockerbie (Skócia) közelében lezuhan 259 fővel a fedélzetén. Az eseményt senki sem élte túl. A gépet terroristák robbantották fel, az utasok között egy váci magyar család is életét vesztette.

## Első repülések
- december 21. – Először emelkedik levegőbe Kijevben – a szovjet űrprogram kiszolgálására kifejlesztett – An–225 Mrija.[3]